# Hendersonia ulmi
Hendersonia ulmi är en svampart som beskrevs av G.H. Otth 1866. Hendersonia ulmi ingår i släktet Hendersonia och familjen Phaeosphaeriaceae.   Inga underarter finns listade i Catalogue of Life.